# Hidulf de Trèveris
Hidulf de Trèveris (612 - 11 de juliol de 707) fou un abat benedictí, fundador de l'Abadia de Moyenmoutier, bisbe de Trèveris.
Hi ha cròniques contemporànies afirmen que no fou bisbe diocesà ni abat de l'Abadia de Saint-Dié a França. La seva festivitat se celebra l'11 de juliol per les esglésies catòlica i ortodoxa.

## Recorregut llegendari
Hidulf nasqué vora el 612, i morí, segons les hagiografies, l'11 de juliol del 707. La llegenda diu que fou enterrat a Moyenmoutier en un sarcòfag encara visible a l'antiga capella de Sant Gregori.
Originari de Norique, al sud de l'actual Baviera, freqüentà les escoles de Ratisbona. Es consagrà molt jove a la vida religiosa i feu la seva professió monàstica a l'Abadia de Sant Maximí de Trèveris. Es creu que pogué ser corobisbe en aquesta ciutat episcopal i que hauria conegut Gondelbert i Deodat, futurs monjos dels Vosges.
Després d'una trentena d'anys renuncia al seu càrrec i arriba a Rabodeau el 670. Construí la seva cabana a mig camí d'Étival i de Senones, al bosc. El renom del nou ermità atragué de seguida molts deixebles. Hidulf decidí aleshores construir un monestir on tenia la cabana, el qual esdevingué l'Abadia de Moyenmoutier, i ell el primer abat, escollí la regla de Sant Benet com mode de vida de la nova comunitat.